# Lewohedo
Lewohedo is een bestuurslaag in het regentschap Flores Timur van de provincie Oost-Nusa Tenggara, Indonesië. Lewohedo telt 451 inwoners (volkstelling 2010).